# Deinopa strigata
Deinopa strigata là một loài bướm đêm trong họ Erebidae.